# Osowce (Białoruś)
Osowce (bia. Восаўцы) – wieś na Białorusi w obwód brzeskim, w rejonie drohiczyńskim. W okresie międzywojennym wieś była siedzibą gminy Osowce,w powiecie drohickim, w województwie poleskim. W 2019 roku wieś liczyła 553 mieszkańców.